# ヴォトキンスク

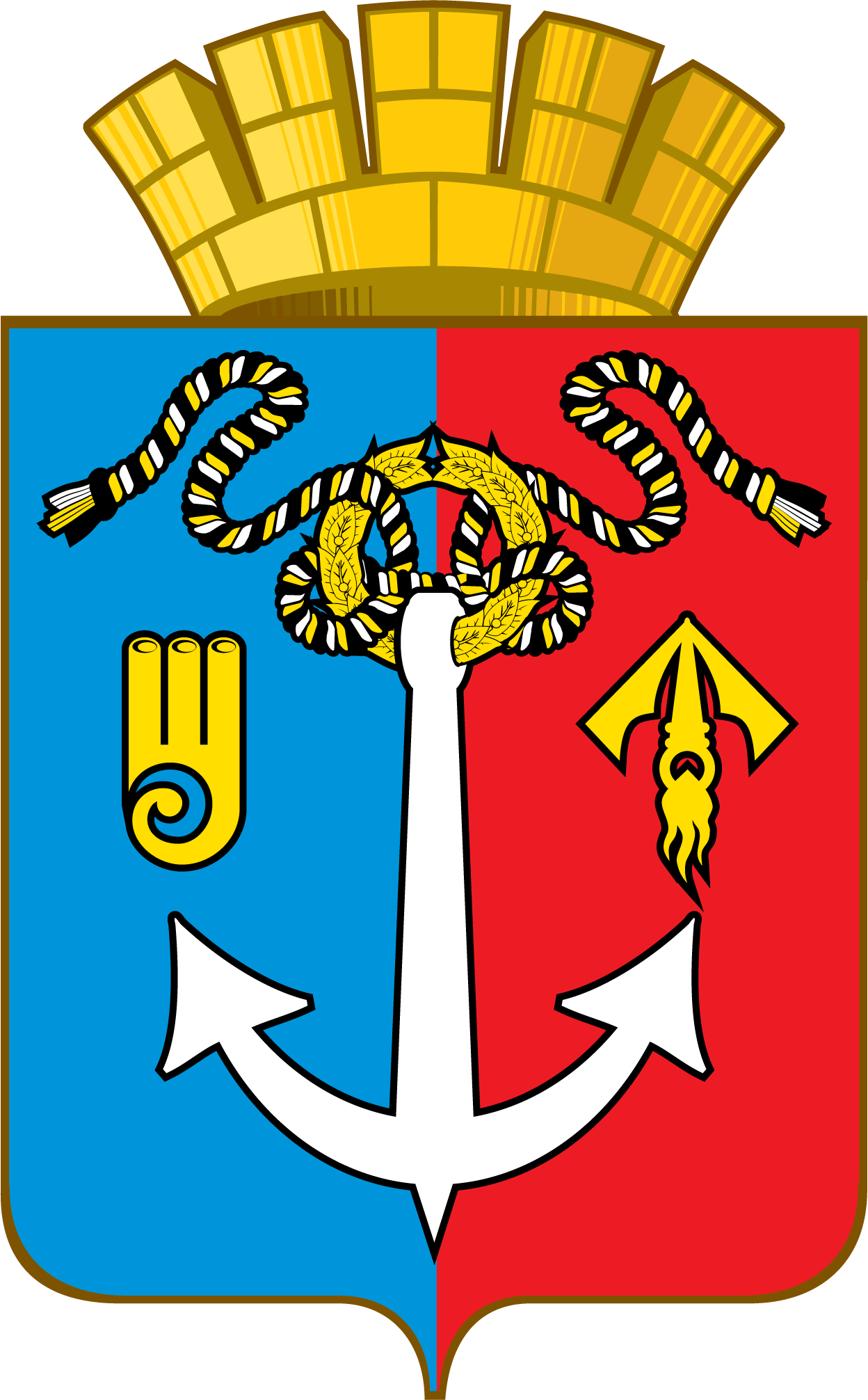
ヴォトキンスクの市章

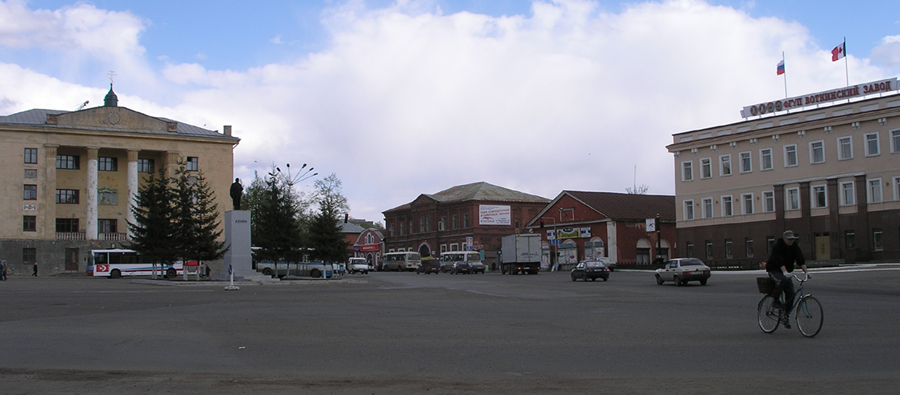
ヴォトキンスクの中心部

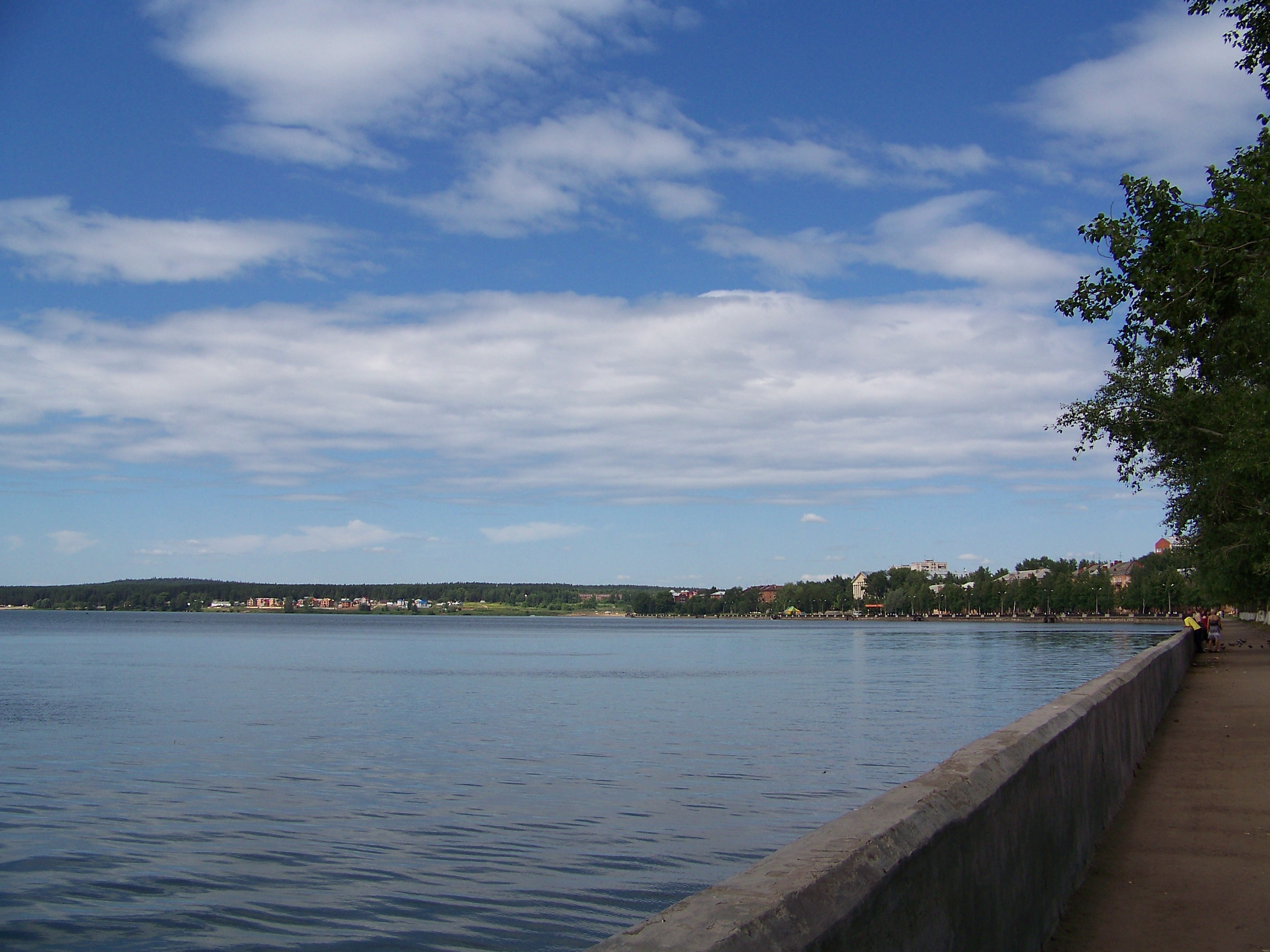
ヴォトキンスクの人工湖と町並み

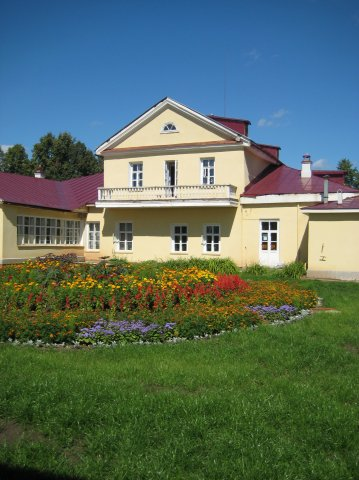
チャイコフスキー博物館

ヴォトキンスク（ヴォートキンスク、ロシア語: Во́ткинск、ラテン文字表記の例: Votkinsk, ウドムルト語: Вотка, Votka、ヴォトカ）は、ロシアのウラル山脈の西側にあるウドムルト共和国の工業都市。人口は9万7471人（2021年）。
共和国の首都イジェフスクの北東50キロメートルに位置する。カマ川の支流ヴォトカ川が流れることからヴォトキンスクという。ヴォトカ川はダムでせき止められており、その人工湖に沿ってヴォトキンスクの街が伸びている。30キロメートル離れた場所にはヴォトキンスク水力発電所がある。

## 歴史
18世紀後半にはウラル地方の各地で鉱山や工場の開発が進んだ。ヴォトキンスクの集落が開かれたのは1759年で、冶金工場・鉄工所が開業した年を開基の年としている。現在も金属工業が町の主産業となっている。最初はカザン県に属したが、1796年から1917年まではヴャトカ県のサラプル郡に属した。1935年に市の地位を与えられた。
ヴォトキンスクはロシアの偉大な作曲家ピョートル・チャイコフスキーの生誕地として知られる。チャイコフスキーの父親は鉱山技師で、チャイコフスキーは10歳でサンクトペテルブルクの法律学校に送られるまで、幼少期を森や川に囲まれたヴォトキンスクで過ごした。

## 経済
ミサイルやロケットを開発するモスクワ熱技術研究所が機械工場をヴォトキンスクで運営している。連邦国営単一企業「ヴォトキンスク工場」（Федеральное государственное унитарное предприятие «Воткинский завод»）は、RT-2PM2「トーポリM」などの大陸間弾道ミサイルや、R-30「ブラヴァー」などの潜水艦発射弾道ミサイルを製造する企業である。1987年に結ばれた米ソ間の中距離核戦力全廃条約（INF）では、ヴォトキンスクのミサイル工場も米国の査察官による査察の対象とされた。

## 観光・文化
チャイコフスキーの生誕地であるヴォトキンスクには生家が残っており、現在はチャイコフスキーが使ったおもちゃや、幼少期にレッスンに使ったピアノなどが展示されたチャイコフスキー博物館になっている。

## 姉妹都市
- ユタ州ウェストジョーダン、アメリカ合衆国